# Mémorial des héros silencieux
Le Mémorial des Héros Silencieux est un mémorial à Berlin dédié à la résistance contre la persécution des Juifs de 1933 à 1945.
L'exposition permanente commémore les personnes courageuses qui ont aidé les Juifs persécutés pendant la dictature nazie (de). L’exemple des secouristes, souvent qualifiés de « héros silencieux », montre que même dans les conditions de la dictature nazie et de la Seconde Guerre mondiale, il existait une marge de manœuvre pour agir et prendre des décisions afin de protéger les personnes persécutées contre des menaces mortelles.

## Histoire

### Le Mémorial des Héros Silencieux dans l'ancien atelier d'Otto Weidt (2008-2017)
Le mémorial des Héros silencieux a été inauguré le 27 octobre 2008 à la Haus Schwarzenberg (de), le bâtiment de l'ancien atelier de fabrication de balais et de brosses d'Otto Weidt, un sauveteur de Juifs, au 39 Rosenthaler Straße (de) à Berlin-Mitte. Elle a été supervisée par la Fondation du Mémorial de la Résistance allemande.
L’idée du mémorial est venue de l’association Contre l’Oubli – Pour la Démocratie. Inge Deutschkron a joué un rôle clé. La recherche s'appuie sur le projet de recherche « Sauvetage des Juifs dans l'Allemagne nationale-socialiste 1933-1945 » du Centre de recherche sur l'antisémitisme (de) de l'Université technique de Berlin, dirigé par Wolfgang Benz.
Au premier étage, des destins exemplaires pouvaient être observés autour de huit tables multimédias. Le deuxième étage était consacré à la présentation individuelle des tentatives de sauvetage réussies, mais aussi échouées. De plus, huit écrans fournissaient des détails sur la vie et le sort des sauveteurs et des personnes secourues.
En prévision du déménagement vers le nouveau site du Centre commémoratif de la Résistance allemande, le mémorial de la Rosenthaler Straße a fermé ses portes en octobre 2017.

### Le Mémorial des Héros Silencieux au Centre commémoratif de la Résistance allemande (à partir de 2018)
Après avoir déménagé dans les locaux du Centre commémoratif de la Résistance allemande, situé Stauffenbergstraße 13-14 à Berlin-Mitte, le Centre commémoratif des héros silencieux a rouvert ses portes le 14 février 2018. Étant donné que davantage d'espace est disponible dans le nouveau lieu, l'exposition pourrait être agrandie.

## Personnes honorées au mémorial (sélection)
- Élisabeth Goes (de) (1911–2007)
- Oskar Huth (1918–1991)
- Heinrich List (de) (1882–1942) et Maria List
- Luise Meier (de) (1885–1979)
- Max Mikhaïlov (de) (1912–1991)
- Harald Poelchau (1903–1972)
- Herta Zerna (de) (1907–1988)